# 1737

## Esdeveniments
Països Catalans
Resta del món
- Gran terratrèmol a Calcuta.
- Guerra entre Àustria i Turquia.
- Descoberta del cobalt.
- Poètica d'Ignacio Luzán.
- Inauguració de San Carlo, un dels teatres d'òpera més antics (a Nàpols).

## Naixements
Països Catalans
- 12 de maig, Girona: Francesc Dorca, religiós, historiador i erudit gironí[1]

Resta del món
- 29 de gener, Thetford, Regne de la Gran Bretanya: Thomas Paine, intel·lectual, polític, revolucionari, escriptor i inventor anglès i nord-americà
- 3 de maig, comtat d'Antrim, Irlanda: George Macartney, primer ambaixador britànic a la Xina[2]
- 2 de juny, Crassier, Suïssa: Suzanne Curchod, salonnière i escriptora franco-suïssa[3]
- 20 de juny, Japó: Tokugawa Ieharu, 41è shogun.
- 9 de setembre, Bolonya: Luigi Galvani, fisiòleg italià[4]
- 19 de setembre, Annapolis, Maryland: Charles Carroll conegut com a Charles Carroll de Carrollton o Charles Carroll III per distingir-lo d'altres familiars seus, fou un ric agricultor de Maryland i un dels primers en advocar en favor de la independència envers el Regne de Gran Bretanya[5]
- Francesco Zanetti: compositor de música de cambra italià.

## Necrològiques
Països Catalans
Resta del món
- 11 de novembre - Pondichérry, França: Claude de Visdelou, jesuïta francès, missioner a la Xina (n. 1656).[6]

- 18 de desembre - Cremona (Itàlia): Antonio Stradivari, luthier italià. Conegut pels seus instruments Stradivarius.